# Булаи
Булаи (укр. Булаї) — село на Украине, находится в Погребищенском районе Винницкой области.
Код КОАТУУ — 0523487202. Население по переписи 2001 года составляет 364 человека. Почтовый индекс — 22245. Телефонный код — 4346.
Занимает площадь 0,298 км².

## Адрес местного совета
22245, Винницкая область, Погребищенский р-н, с. Чапаевка, ул. Спортивная, 42